# Cyathea producta
Cyathea producta là một loài dương xỉ trong họ Cyatheaceae. Loài này được Maxon mô tả khoa học đầu tiên năm 1922.
Danh pháp khoa học của loài này chưa được làm sáng tỏ. 